# Džebel Aklim
Džebel Aklim je s nadmořskou výškou 2531 metrů s velkou pravděpodobností nejvyšší hora v pohoří Antiatlas v jižním Maroku. Nejbližší vrcholy pohoří Antiatlasu u Džebel Aklim jsou v blízkosti údolí Ammeln v okolí Tafraoute Džebel Lekst a Džebel m'Korn. V Antiatlasu bylo první a zároveň poslední měření nadmořských výšek  v období francouzského protektorátu v letech 1912 až 1956.

## Poloha
Džebel Aklim se nachází asi 25 km vzdušnou čarou východně od městečka Igherm v provincii Taroudannt v regionu Souss-Massa.

## Popis
Jako téměř všechny kopce v Antiatlasu má Džebel  Aklim vysoce erodované skály a suťová pole. V regionu málokdy prší, v zimě může i sněžit, sníh však roztaje  ihned během několika minut nebo hodin v slunečním záření. V údolích se v ojedinělých případech vyskytují menší oázy. Okolí hory má velice řídké osídlení.

## Výstup
Výstup a sestup na vrcholu trvá zkušeným turistům několik hodin, k hoře se lze u obce Tagdichte dostat na vzdálenost  přibližně 5 km, pak je nutné překonat výškový rozdíl 650 metrů. Na výstup na nutné si vzít sebou zásoby pitné vody.